# Killer of Giants
Killer of Giants è un celebre brano musicale heavy metal di Ozzy Osbourne.

## La canzone
Il brano parla della guerra e dei pericoli ad essa correlati.

## Formazione
- Ozzy Osbourne - voce
- Jake E. Lee - chitarra
- Bob Daisley - basso
- Don Airey - tastiera
- Randy Castillo - batteria